# Brnjača
Brnjača (Брњача) bila je srpska princeza, kći kralja Stefana Uroša I. i njegove supruge, Jelene Anžujske te sestra kraljeva Stefana Dragutina i Stefana Milutina.
Na fresci iz 1264. nalazi se prikaz Brnjače. Prikaz je u manastiru Sopoćani, a radi se o djelu koje prikazuje pogreb kraljice Ane Dandolo. Brnjača je prikazana i na obiteljskom stablu u Visokim Dečanima.
Brnjača se nije udala te je postala monahinja, a nakon smrti je pokopana u manastiru Gradacu, u grobnici ispod majčina sarkofaga.
Brnjačino je ime neobično, a Brnjača je poznata i kao Brnča, Brnjča, Bereniče i Prnjača. Možda je njeno ime izvedeno iz imena Veronika.

## Pogledajte također
- Dodatak:Popis srbijanskih princeza